# Groß-Umstadt
Groß-Umstadt est une municipalité allemande située dans le land de la Hesse et l'arrondissement de Darmstadt-Dieburg.

## Histoire
| Appartenances historiques Seigneurie de Hanau 1143–1374 Seigneurie de Hanau/ Principauté abbatiale de Fulda 1374–1427 Seigneurie de Hanau/ Palatinat du Rhin 1427–1429 Comté de Hanau/ Palatinat du Rhin 1429–1458 Comté de Hanau-Babenhausen/ Palatinat du Rhin 1458–1480 Comté de Hanau-Lichtenberg/ Palatinat du Rhin 1480–1521 Landgraviat de Hesse/ Palatinat du Rhin 1521–1567 Comté de Dietz/ Palatinat du Rhin 1567–1603 Landgraviat de Hesse-Darmstadt/ Landgraviat de Hesse-Cassel/ Palatinat du Rhin 1603–1627 Landgraviat de Hesse-Darmstadt/ Palatinat du Rhin 1627–1648 Landgraviat de Hesse-Darmstadt/ Landgraviat de Hesse-Cassel/ Palatinat du Rhin 1648–1803 Landgraviat de Hesse-Darmstadt 1803–1806 Grand-duché de Hesse 1806–1918 République de Weimar 1918–1933 Reich allemand 1933–1945 Allemagne occupée 1945–1949 Allemagne 1949–présent |

## Personnalités liées à la ville
- William Dittmar (1833-1892), chimiste né à Groß-Umstadt.
- August Föppl (1854-1924), ingénieur né à Groß-Umstadt.
- Hans Trippel (1908-2001), ingénieur né à Groß-Umstadt.
- August Lambert (1916-1945), aviateur né à Kleestadt.
- Karl Dörr (1949-), homme politique né à Groß-Umstadt.